# アカネ目
アカネ目（あかねもく、Rubiales）はクロンキスト体系で採用されていた被子植物の目である。アカネ科とヤマトグサ科が含まれていた。APG IIIではこの目を認めず、リンドウ目に含めている（ヤマトグサ科をアカネ科に含めた上で）。